# Aleksandr Shaparenko
Aleksandr Shaparenko (em russo:  Олександр Максимович Шапаренко, Stepanivka, Sumy, 16 de fevereiro de 1946) é um ex-canoísta russo especialista em provas de velocidade.

## Carreira
Foi vencedor da medalha de Ouro em K-2 1000 m em Cidade do México 1968, da medalha de Ouro em K-1 1000 m em Munique 1972 e da medalha de Prata em  K-1 1000 m em Cidade do México 1968.